# Ōsato
Ōsato (大郷町?) è una cittadina giapponese della prefettura di Miyagi.